# Султан Марокко (картина)
«Султан Марокко» (фр. Le Sultan du Maroc) — историческая картина французского художника Эжена Делакруа, написанная в 1845 году. На картине изображён правитель из династии алауитов Мулай Абд ар-Рахман (1778—1859). Полное название картины «Мулай Абд ар-Рахман, султан Марокко, покидающий свой дворец в Мекнесе в окружении своей гвардии и главных офицеров»  (фр. Moulay Abd-Er-Rahman, sultan du Maroc, sortant de son palais de Meknès, entouré de sa garde et de ses principaux officiers). Произведение находится в коллекции Музея августинцев в Тулузе (Франция).

## Сюжет

### Дипломатическая миссия
В 1832 году король Луи-Филипп I отправил французского посла графа Шарля-Эдгара де Морне с дипломатической миссией в Марокко для встречи с султаном Абд ар-Рахманом, чтобы договориться о необходимых мерах после начала завоевания Алжира. Шарль Морне решил взять с собой Делакруа, чтобы сделать поездку более приятной. Именно грандиозная церемония 22 марта 1832 года во дворце Мекнеса лежит в основе этой картины. В буклете Салона 1845 года, где выставлялась картина, была включена длинная заметка, написанная самим Делакруа по просьбе директора королевских музеев Кайе, которая поясняет сцену путём идентификации действующих лиц: «Картина точно воспроизводит церемонии аудиенции, на которой автор присутствовал в марте 1832 года, когда он сопровождал чрезвычайную миссию короля в Марокко».

### Ориентализм
1830-е годы ознаменовали собой поворотный момент в искусстве Европы, связанный с исследованием новых стран и новых культур, доселе неизвестных. «Мы собирались искать неизвестное», — говорит Делакруа в своих «Воспоминаниях о путешествии в Марокко», подчеркивая тем самым тягу художников к новым горизонтам. После этой поездки большинство его работ навеяно этим восточным миром, в котором Делакруа черпает всё своё вдохновение, поскольку художник был очарован тем, что ему удалось там увидеть. Он предлагает публике рассказ о путешествии, одновременно верный и сказочный. Бодлер сказал о полотне: «Эта картина настолько гармонична, несмотря на великолепие тонов, что она серо-серая, как природа, серая как атмосфера лета, когда солнце распространяется будто дрожащая пыль на каждый предмет. […] Композиция отличная; в ней есть что-то неожиданное, потому что она реальна и естественна». Бодлер воспевал атмосферу, очаровывающую романтиков, развивающих страсть к Востоку и его красотам в художественном течении, известном как ориентализм. Эта поездка в Марокко и Алжир сравнима с традицией «Большого тура» по Италии, во время которого художники с пользой применяли своё учение, осматривая сокровища античности. Такое пребывание меняет способ рисования: он более чувствителен к интенсивности цветов, но особенно к рассеянию света на холсте. Восток высоко ценился французскими художниками-романтиками, которые прослеживают историю восточных народов через великие исторические картины. Делакруа произвел фурор в 1827 году «Смертью Сарданапала» с очень восточной тематикой, но именно после поездки в Марокко он стал более «реалистичным»: его произведения уже не вдохновлялись литературным воображением Байрона и стали ближе к реальности.

### Написание картины

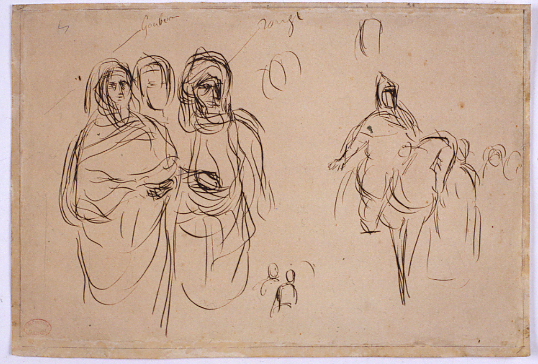
Этюд к картине (Музей Поля-Дюпюи, Тулуза)

«Султан Марокко» был написан в 1845 году, через десять лет после поездки художника в Марокко. Он нашёл там главный источник вдохновения для второй части своей творческой карьеры. Как Делакруа упоминает в своих сочинениях, это, в первую очередь, «драгоценное и редкое влияние солнца, которое даёт всем вещам проникающую жизнь», затем «естественность, которая всегда скрыта в наших странах» и, наконец, «живое возвышенное и поразительное, что протекает здесь на улицах и буквально убивает вас своей реальностью». Делакруа был настолько пленён таким количеством света и красоты, что рисует в путевых дневниках множество набросков графитом и акварелью, которые являются сокровищницей впечатлений и ощущений живописца. Для картины маслом он использовал наброски из своих многочисленных блокнотов, в которых есть быстрый набросок сцены и ценные примечания, такие как «Прибыл на площадь перед большой дверью… Серый конь, грива подстрижена кистью. Зонтик с некрашеной деревянной ручкой…». «Султан Марокко» — самое монументальное полотно, которое Делакруа посвятил своему пребыванию в Марокко: в этом путешествии он нашёл союз искусства и реальности, истинного и прекрасного идеала в свете, который отныне влиял на всю его живопись, придавая ему печать естественности и правды, которой, казалось бы, ему недоставало до тех пор.
Делакруа написал это полотно по памяти и сохранённых им впечатлений. На подготовительном этюде пером на бумаге для центра картины, хранящемся в музее Поля-Дюпюи в Тулузе, можно увидеть этапы создания полотна. Делакруа использовал материалы из реальности, прошедшие через эстетический формат, что в результате утвердило главенство цвета. Султан изображён с позиции силы: несмотря на его реальное поражение, художник даёт нам нерушимый контробраз. Цель состоит в том, чтобы снова объединить эстетику и политику в фантастическом представлении чужой для тогдашних европейцев культуры.

## Описание
Делакруа представляет султана Марокко во всём его величии. Султан сидит на своём коне в центре композиции в золотом и белом костюме, в окружении своих последователей, а справа его фаворит Мохтар Эль Джамай, Мохаммед Бен Абу, рабы и вооруженная охрана, занимающая всё видимое пространство позади властителя, что символизирует его власть. Центральное положение султана подчеркивает его важность: он единственный всадник, и именно от него исходит ослепительный свет, который меркнет по мере удаления от центра. Находясь над толпой, султан смотрит в сторону горизонта, одной рукой крепко держась за узду своего коня, а другой делая жест, который, кажется, привлекает взгляды двух мужчин сзади на переднем плане. У зрителя создаётся впечатление замыкания круга вокруг султана, он является неотъемлемой частью композиции, занимая пустое место на переднем плане, оставленное Делакруа. На заднем плане — городские валы, арочные ворота которых песочного цвета перекликаются с костюмами персонажей, передавая тем самым восточную атмосферу этой сцены.

### Цветовая гамма
Как великий мастер цвета, Делакруа рисует ослепительными красками и тёплыми тонами, которые в сочетании с декором символизируют Восток. Яркие цвета, нанесённые здесь и там, иногда яркие, иногда более мягкие, такие как голубое небо, жёлтые и зелёные туники или красный цвет тюрбанов, оттеняются мягким светом, исходящим из верхнего левого угла полотна и проходит через картину по диагонали. Эта искусная игра света и тени подчеркивает лица и детали, создавая эффект перспективы, особенно на уровне города, простирающегося за стенами. Использование цветных теней исходит из изучения работ венецианских мастеров, которые нравялись Делакруа. Здесь художник раскрывает широту и богатство своей палитры. Интенсивность цветов поражает. Почти тёмно-синее небо благодаря своей глубине доминирует и венчает сцену, величавость которой завершает композицию. В целом цвета образуют хроматическое единство, которое очаровывает зрителя, знакомя его с теплом «Востока», о котором так мечтали в Европе XIX века.

### Исторические особенности
Исторические события изменили основной сюжет полотна. Столкнувшись с провалом дипломатической миссии, Делакруа решил убрать с картины французских послов, чтобы посвятить полотно султану и его двору. Он внёс важные изменения, в частности, в отношение султана, который смотрит налево, отворачивая голову, а также в расположение помощников, поскольку он убрал членов миссии и заменил их слугами султана. Художник также удалил любые прямые ссылки на события 1832 года и полотно стало почти простым портретом монарха.

## История
Делакруа представил полотно на Парижском салоне 1845 года. Критики разделились на два лагеря: Делеклюз, Пелле из Le Moniteur universel, Бергуниу в парижской прессе, Делонэ в журнале художников и Мартон из Renaissance сказали, что потрясены мастерством, но упрекнули художника в слишком фиксированном изображении, а также в тяжёлом пейзаже, лишённом света. С другой стороны, его поддерживали такие выдающиеся художники, как Бодлер, Поль Манц и Теофиль Готье, которые воспевали красоту и гармонию картины.
После Салона 1845 года полотно было куплено государством, которое встало на сторону поклонников и решило отправить его в Музей августинцев в Тулузе, где оно экспонируется до сих пор.